# Ciclonul Fani
Ciclonul Fani a fost un ciclon tropical care a lovit statul indian Orissa de la ciclonul Phailin în 2013. A doua furtună care a primit un nume și prima furtună ciclonică puternică din sezonul 2019 din nordul oceanului Indian, Fani provine dintr-o depresiune tropicală care s-a format la vest de Sumatra, în Oceanul Indian, pe 26 aprilie. Centrul Mixt de Avertizare a Taifunurilor (CMAT) a monitorizat o perturbare tropicală care s-a format în Oceanul Indian de Nord și a desemnat-o cu identificatorul 01B. Fani se îndrepta încet spre vest, găsindu-se într-o zonă propice pentru a se întări. Sistemul s-a intensificat și la două zile după ce a fost identificată, a devenit Ciclonul Fani, a doua furtună numită a sezonului. Fani s-a mutat spre nord, intensificându-se cu greu, deoarece forfecarea verticală moderată a vântului i-a împiedicat progresul. După ce sa îndepărtat de vântul de forfecare, Fani a început să se intensifice rapid și a devenit o furtună ciclică extrem de severă la 30 aprilie 2019, prima furtună ciclonică severă a sezonului. Fani a atins intensitatea maximă pe 2 mai, ca o furtună ciclonică extrem de severă, și echivalentul unui uragan de categoria 4. Fani a continuat să-și mențină puterea până când a atins uscatul, iar structura sa convectivă s-a degradat rapid. A doua zi, Fani a trecut prin Calcutta ca o furtună ciclonică. Pe 4 mai, Fani s-a transformat într-o depresie.
Înainte de apropiere de coastă, autoritățile din India și Bangladesh au mutat fiecare cel puțin un milion de oameni, din traiectoria lui Fani, pe teren mai înalt și în adăposturi anticiclonice, ceea ce se pare că a redus numărul celor decedați. La data de 5 mai 2019, se cunosc 51 de persoane ca fiind ucise de ciclonul Fani în India de Est și în Bangladesh.

## Ruta ciclonului

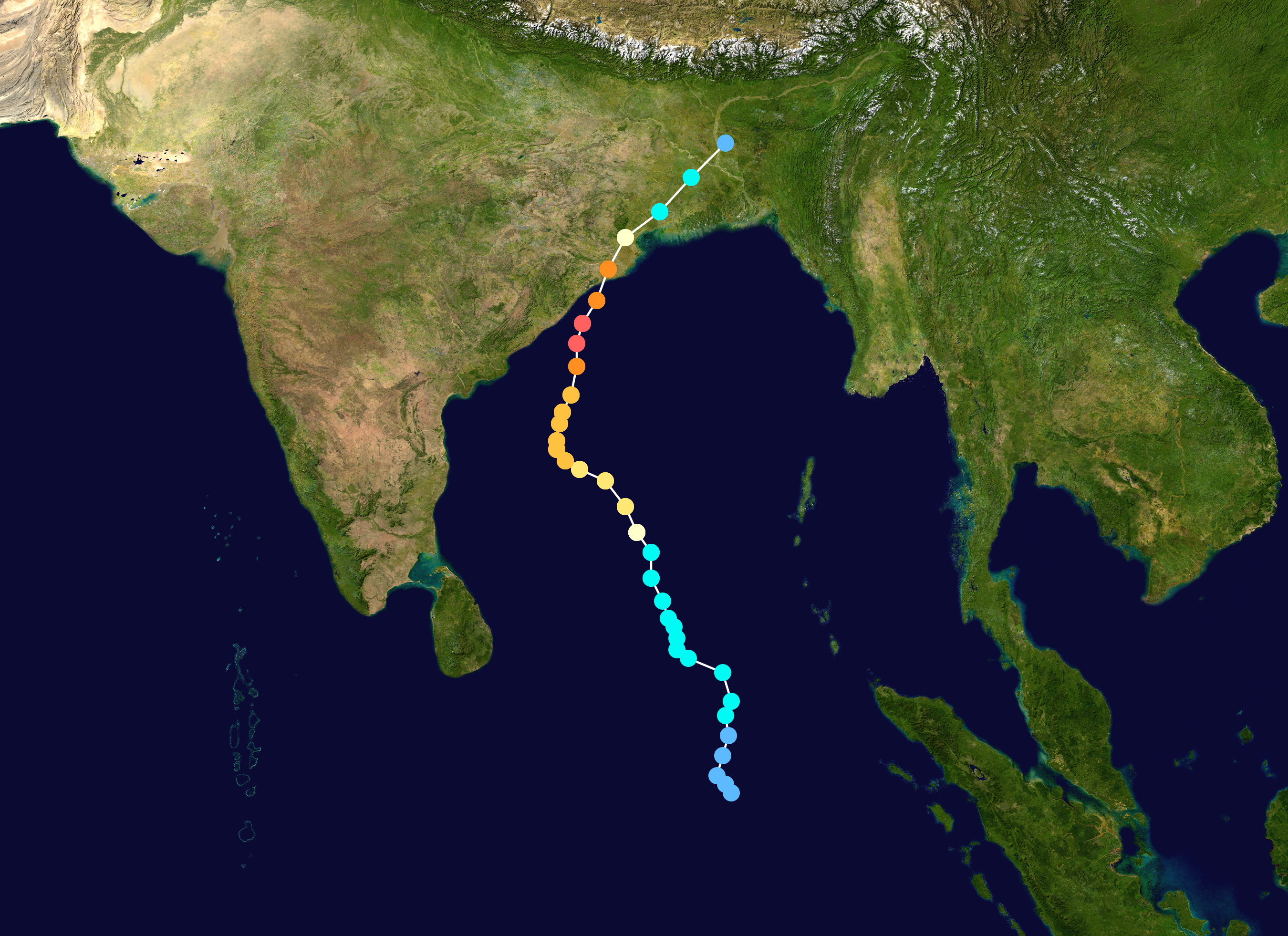
Ruta ciclonului Fani

IMD a început să urmărească o depresiune situată la vest de Sumatra, pe 26 aprilie, clasificând-o drept BOB 02. Mai târziu în acea zi, CMAT a emis un sistem de avertizare de formare a unui ciclon tropical. După aceea, furtuna a încetinit în timp ce se deplasa spre nord și a fost reclasificată ca depresiune profundă, la ora 00:00 UTC, la 27 aprilie. În același timp, CMAT a avertizat asupra sistemului, desemnând-o 01B. Șase ore mai târziu, IMD a reclasificat sistemul ca furtună ciclonică și i-a dat numele Fani.
Sistemul a continuat să se intensifice până la ora 18:00 UTC, după care a stagnat timp de peste o zi, deoarece convecția în jurul centrului furtunii a crescut și a scăzut. Fani și-a reluat consolidarea în jurul orei 12:00 UTC, IMD reclasificând-o într-o furtună ciclică severă. La acea vreme, Fani a început o perioadă de intensificare rapidă, deoarece se afla într-un mediu foarte favorabil, cu temperaturi de suprafață la nivelul mării de 30-31° C și o forfecare redusă a vântului vertical. Ca urmare, CMAT a reclasificat ciclonul Fani la un ciclon de categoria 1 în seara zilei de 29 aprilie. În jurul orei 00:00 UTC, la 30 aprilie, Fani a fost reclasificat de către IMD ca o furtună ciclică foarte severă. Organizarea sistemului a continuat să se îmbunătățească, transformându-se într-o furtună cu caracteristica unui ochi, care a dus la reclasificarea de către IMD a lui Fani la o furtună ciclonică extrem de severă în jurul orei 12:00 UTC, în timp ce CMAT a reclasificat-o într-un ciclon de categorie 3. Dezvoltarea a continuat mai lent în următoarele zile. Totuși, pe 2 mai, acoperirea densă centrală a devenit mai simetrică și ochiul mai distinct, iar Fani a fost reclasificată într-un ciclon de categorie 4 de către CMAT la 06:00 UTC. La scurt timp după aceea, Fani a început o altă perioadă de intensificare rapidă, atingând vânturi de 250 km/h, imediat sub valorile pe care le are un ciclon de categoria 5, conform CMAT. La ora 02:30 UTC, Fani a atins coasta lângă Puri, Odrissa cu vânturi de 185 km/h. Interacțiunea cu uscatul a degradat rapid structura convectivă a lui Fani; și a slăbit-o ca un ciclon tropical de categoria 1 la scurt timp după ce a ajuns pe uscat. Fani a continuat să slăbească după ce a atins uscatul, diminuându-se într-o furtună ciclică mai târziu în acea zi, înainte de a trece la nord de Calcutta. Pe 4 mai, Fani a slăbit într-o depresiune profundă și s-a mutat în Bangladesh.